# Lupta de la steaua binară
„Lupta de la steaua binară” („Battle at the Binary Stars”) este al doilea episod al serialului TV științifico-fantastic Star Trek: Discovery. A avut premiera streaming pe CBS All Access  la 24 septembrie 2017, în aceeași zi cu primul episod. Este regizat de Adam Kane.

## Prezentare
Față în față cu navele klingoniene, USS Shenzhou⁠(en)[traduceți] se pregătește de război dacă negocierile nu reușesc. În mijlocul turbulențelor, Michael Burnham privește înapoi la educația ei vulcaniană după călăuzire.

### Rezumat
T'Kuvma îi convinge pe majoritatea liderilor klingonieni că îi poate conduce spre victorie împotriva Federației, în timp ce sosesc întăriri pentru Shenzhou. Georgiou dorește să rezolve situația în mod pașnic, dar klingonienii deschid imediat focul. Flota Amiralului Anderson sosește și le propune din nou pacea klingonienilor, dar nava sa este lovită fatal de o altă navă klingoniană invizibilă. Anderson declanșează autodistrugerea navei sale, distrugând și nava klingoniană. Flota Stelară se retrage, lăsând klingonienii să-și strângă morții. Printre rămășițele navei Shenzhou, Burnham scapă din celula sa după ce este încurajată de către gardianul ei Sarek printr-o conexiune telepatică. Georgiou vrea să-l ucidă pe T'Kuvma dar Burnham afirmă că acest lucru îl va transforma într-un martir și klingonienii se vor uni împotriva Federației. Burnham o convinge pe Georgiou să încerce să-l ia prizonier pe T'Kuvma și creează o diversiune prin trimiterea unui explozibil în nava acestuia într-un cadavru klingonian. La bordul navei, Burnham se luptă cu Voq, iar Georgiou încearcă să-l captureze pe T'Kuvma, dar este ucisă. T'Kuvma este împușcat mortal de către Burnham, iar aceasta este teleportată înapoi în siguranță. Voq promite că moștenirea lui T'Kuvma va trăi. Burnham este mai târziu condamnată la închisoare pe viață pentru revolta ei.

## Distribuție
- Michelle Yeoh - Captain Georgiou
- Mary Chieffo -  L'Rel
- James Frain - Sarek
- Kenneth Mitchell - Kol
- Chris Obi - T'Kuvm
- Terry Serpico - Admiral Anderson
- Sam Vartholomeos - Danby Connor

Deși au fost menționați, în acest episod nu au apărut Shazad Latif (Lt. Ash Tyler), Anthony Rapp (Paul Stamets), Mary Wiseman (Sylvia Tilly) și Jason Isaacs (Gabriel Lorca).

## Producție
Titlul episodului și un scurt rezumat au fost dezvăluite de către Paramount Television la 16 septembrie 2017, împreună cu un teaser trailer.

## Primire
Maureen Ryan de la revista Variety a considerat ca fiind slabe primele două episoade ale serialului, spunând că serialul "încă mai trebuie să dovedească că este un succesor demn al Generației următoare sau al Deep Space Nine. Dar există motive să sperăm că Discovery va fi o adăugire promițătoare la canonul 'Trek'... Primele trei ore ale Star Trek: Discovery au oferit o operă spațială și o bătălie interstelară rezonabile." Patrick Cooley de la cleveland.com a caracterizat primele două episoade ca fiind "dincolo de dezamăgire" și ca "o dezamăgire amară, afectată de dialog slab, povestire proastă și personaje de lemn, uimitor de stupide."